# Río Litavka
El Litavka es un corto río de la República Checa, afluente por la derecha del río Berounka. Nace en las colinas de Brdy, a 765 metros de altura, y fluye durante 54,9 km, pasando por Příbram, hasta la ciudad de Beroun, donde desemboca en el río Berounka, afluente a su vez del río Moldava.
Tiene como tributarios por la izquierda los arroyos Obecniký y Červený y por la derecha al Přibramský, el Chumava y el Suchomastský.
El Litavka es apropiado para la práctica de deportes acuáticos en el tramo comprendido entre Březové Hory (Příbram) y Lochovice, así como cerca de su desembocadura.